# 亚当·李斯·格尔纳
亚当·李斯·格尔纳（1976年—）是一位加拿大蒙特利尔的作家和音乐家，毕业于Royal West Academy，曾任《Vice》雜誌主编和多个乐队的成员，主要作品有《水果猎人：关于自然、冒险、商业 与痴迷的故事》（The Fruit Hunters: A Story of Nature, Adventure, Commerce, and Obsession）等。